# Данлап, Дэвид
Дэвид Кумбз «Дейв» Данлап (англ. David Coombs "Dave" Dunlap; 19 ноября 1910, Напа, Калифорния — 16 декабря 1994, Напа, Калифорния) — американский гребец, выступавший за сборную США по академической гребле в начале 1930-х годов. Чемпион летних Олимпийских игр в Лос-Анджелесе, победитель и призёр многих студенческих регат.

## Биография
Дэвид Данлап родился 19 ноября 1910 года в городе Напа, штат Калифорния.
Занимался академической греблей во время учёбы в Калифорнийском университете в Беркли, состоял в местной гребной команде «Калифорния Голден Бирс», неоднократно принимал участие в различных студенческих регатах, в частности в восьмёрках в 1932 году выигрывал чемпионат Межуниверситетской гребной ассоциации (IRA). Имея рост 189 см и вес 86 кг, был самым крупным гребцом университетской восьмёрки.
Наивысшего успеха в гребле на международном уровне добился в сезоне 1932 года, когда, ещё будучи студентом университета, вошёл в основной состав американской национальной сборной и благодаря череде удачных выступлений удостоился права защищать честь страны на домашних летних Олимпийских играх в Лос-Анджелесе. В составе распашного экипажа-восьмёрки с рулевым в финале обошёл всех своих соперников, в том числе на две десятых секунды опередил ближайших преследователей из Италии, и тем самым завоевал золотую олимпийскую медаль.
Окончив основной курс университета в 1932 году, продолжил обучение на юридическом факультете в Беркли, получив степень бакалавра права. Впоследствии работал в области юриспруденции, стал практикующим адвокатом в Сан-Франциско.
Умер 16 декабря 1994 года в Напа, штат Калифорния, в возрасте 84 лет.